# George Bugeja
George Bugeja (Xagħra, 1º luglio 1962) è un vescovo cattolico maltese, dal 5 febbraio 2017 vicario apostolico di Tripoli.

## Biografia
George Bugeja è nato il 1º luglio 1962 a Xagħra, regione e diocesi di Gozo, isola a nord di Malta.

### Formazione e ministero sacerdotale
Il 2 ottobre 1977 è entrato nel noviziato della provincia maltese dell'Ordine dei frati minori, emettendo la prima professione il 2 ottobre dell'anno successivo e la professione solenne il 28 agosto 1983. Ha poi studiato filosofia e teologia presso l'Istitutum Nationale Studiorum Ecclesiasticorum Religiosorum Melitensium. In seguito ha conseguito il diploma in giornalismo al Trans-Word Tutorial College del Regno Unito e l'Università di Malta ed ha compiuto un corso di direzione spirituale; ha ottenuto anche un diploma in teologia della vita consacrata presso l'Istituto di teologia della vita consacrata "Claretianum" a Roma nel 2012.
Il 5 luglio 1986, appena ventiquattrenne, ha ricevuto l'ordinazione sacerdotale per imposizione delle mani di Nikol Joseph Cauchi, vescovo di Gozo. Dal 1986 al 2004 ha svolto attività pastorali nella diocesi di Gozo e arcidiocesi di Malta divenendo guardiano delle comunità di Ħamrun, Ghainsielem, Rabat Malta,  e Sliema. In seguito è stato parroco della parrocchia del Sacro Cuore a Sliema dal 2004 al 2008; uditore del tribunale ecclesiastico della diocesi di Gozo dal 2008 al 2010; officiale della Congregazione per l'evangelizzazione dei popoli dal marzo del 2010 al marzo del 2015 e guardiano del convento di Sant'Antonio di Padova a Ghain Sielem da marzo del 2015.

### Ministero episcopale
Il 10 luglio 2015 papa Francesco lo ha nominato, cinquantatreenne, coadiutore del vicariato apostolico di Tripoli, assegnandogli contestualmente la sede titolare di San Leone. Ha ricevuto la consacrazione episcopale il successivo 4 settembre, nel santuario di Ta' Pinu a Għarb, per imposizione delle mani di monsignor Mario Grech, vescovo di Gozo e futuro cardinale, assistito dai co-consacranti monsignori Savio Hon Tai-Fai, arcivescovo titolare di Sila e segretario della Congregazione per l'evangelizzazione dei popoli, e José Bonello, vescovo di Juticalpa in Honduras. Come suo motto episcopale ha scelto Sub tuum præsidium, che tradotto vuol dire "Sotto la Tua protezione". Ha messo il suo ministero e servizio episcopale sotta la protezione della Beata Vergine di Ta Pinu.
Ha fatto il proprio ingresso a Tripoli il 22 ottobre 2015 e due giorni dopo, il 24 ottobre, mons. Giovanni Innocenzo Martinelli, O.F.M., ha lasciato la Libia per un periodo di convalescenza. A causa della malattia non ha più fatto ritorno, morendo il 31 dicembre 2019 a Saccolongo, in Italia.
Il 14 febbraio 2016 è stato nominato amministratore apostolico sede vacante del vicariato apostolico di Bengasi, dopo le dimissioni per raggiunti limiti d'età di monsignor Sylvester Carmel Magro, O.F.M., accettate proprio nel giorno del suo settantacinquesimo genetliaco; ha ricoperto tale ufficio fino all'8 dicembre 2019, quando gli è subentrato nel ruolo di amministratore apostolico padre Sandro Overend Rigillo, O.F.M.
Il 5 febbraio 2017, cinquantaquattrenne, è succeduto per coadiutoria come vicario apostolico di Tripoli; è subentrato all'appena settantacinquenne monsignor Martinelli, dimissionario per raggiunti limiti d'età dopo aver guidato la sede per ben trentadue anni.
Dal febbraio 2017 è direttore di Caritas Libia.  Nel febbraio 2022 è stato eletto come membro esecutivo della Conferenza Episcopale del Nord Africa (C.E.R.N.A.). 
Nel novembre 2024 ha compiuto la visita ad limina.

## Genealogia episcopale
La genealogia episcopale è:
- Cardinale Scipione Rebiba
- Cardinale Giulio Antonio Santori
- Cardinale Girolamo Bernerio, O.P.
- Arcivescovo Galeazzo Sanvitale
- Cardinale Ludovico Ludovisi
- Cardinale Luigi Caetani
- Cardinale Ulderico Carpegna
- Cardinale Paluzzo Paluzzi Altieri degli Albertoni
- Cardinale Gaspare Carpegna
- Cardinale Fabrizio Paolucci
- Cardinale Francesco Barberini
- Cardinale Annibale Albani
- Cardinale Federico Marcello Lante Montefeltro della Rovere
- Vescovo Charles Walmesley, O.S.B.
- Arcivescovo John Carroll, S.I.
- Vescovo Benedict Joseph Flaget, P.S.S.
- Arcivescovo Martin John Spalding
- Cardinale James Gibbons
- Vescovo Benjamin Joseph Keiley
- Arcivescovo Michael Joseph Curley
- Vescovo William Joseph Hafey
- Arcivescovo Martin John O'Connor
- Vescovo Nikol Joseph Cauchi
- Cardinale Mario Grech
- Vescovo George Bugeja, O.F.M.